# Sterol

Allmän strukturformel för steroler

Steroler, eller steroidalkoholer, är en undergrupp av steroider, som kännetecknas av att de har en hydroxylgrupp på position 3 på steroidens A-ring. Sterolmolekyler är ganska platta. I levande organismer syntetiseras de från acetyl-CoA. Hydroxylgruppen är polär, men resten av den alifatiska kedjan är opolär.
Steroler från växter kallas fytosteroler, steroler från djur kallas zoosteroler. De viktigaste zoosterolerna är kolesterol och några steroidhormoner; de viktigaste fytosterolerna är kampesterol, sitosterol och stigmasterol.
Steroler har livsviktiga roller i eukaryoters fysiologi. Kolesterol är till exempel en del av cellmembranen, där det påverkar membranens rörlighet och fungerar som en sekundär budbärare. Andra steroler fungerar också som signalsubstanser, till exempel för att reglera dygnsrytmen och blodkoagulering.
Fytosteroler kan blockera kolesterolupptagningsställen i människans tarmsystem, och därmed minska kolesterolupptagning från maten.